# جیمی بورلند
جیمی بورلند (انگلیسی: Jimmy Borland; ۲۵ مارس ۱۹۱۰ – ۳۱ ژانویهٔ ۱۹۷۰) بازیکن هاکی روی یخ اهل بریتانیا بود.